# Regno della Nuova Galizia

Mappa del Vicereame della Nuova Spagna nel 1819. Il Regno della Nuova Galizia è indicato in verde scuro.

Il Regno della Nuova Galizia o Nuovo Regno di Galizia (in spagnolo Reino de la Nueva Galicia) era formato da 3 province che comprendevano la Provincia di Nuova Galizia (Nayarit e Jalisco), la Provincia dei Zacatecas (Aguascalientes e Zacatecas). Il Regno della Nuova Galizia era uno dei due unici regni autonomi dentro il Vicereame della Nuova Spagna. La conquista del territorio fu compiuta da Nuño Beltrán di Guzmán, la cui capitale fu Tepic, la quale fu spostata a Compostela il 25 luglio 1540, dove si stabilì alla fine un vescovado suffraganeo dell'arcivescovado. Nel 1786 le divisioni politiche della Nuova Spagna furono stabilite in intendenze, perciò, la Provincia della Nuova Galizia e la Provincia di Colima si unirono per formare l'Intendenza di Guadalajara e per ultimo, la Provincia de los Zacatecas passò a formare l'Intendenza di Zacatecas.

## Storia
L'esplorazione dell'area cominciò nel 1531 con la spedizione di Nuño Beltrán de Guzmán. Egli diede alla città principale fondata nell'area il nome di Città di Guadalajara come il suo luogo di nascita e chiamò con il nome altisonante di "Conquista dello Spirito Santo della Grande Spagna" i territori da lui esplorati e conquistati. Ciò nonostante, la regina Isabella di Portogallo, moglie di Carlo V, che governava in assenza dell'Imperatore, non fu d'accordo con il nome che Nuño di Guzmán aveva scelto per il territorio conquistato, per cui, con la Cedola Reale emessa a Ocaña (Spagna) il 25 gennaio 1531, ordinò che il territorio conquistato si rinominasse "Regno della Nuova Galizia" e si fondasse una città con il nome di "Santiago di Galizia di Compostela" come capitale nell'odierno stato di Nayarit.
La conquista violenta di Guzmán, lasciò il controllo spagnolo dell'area instabile, e nel giro di un decennio era riemersa una guerra totale tra i coloni e i popoli nativi dell'area. La Guerra del Mixtón, che durò dal 1540 al 1541, oppose un'alleanza dei Coras, dei Gauchichiles e Caxcans contro i coloni. Nove anni dopo scoppiò la Guerra Chichimeca, stavolta opponendo perlopiù i Zacatecos contro i loro ex alleati, i Caxcans, che si erano ora alleati con gli Spagnoli. I Nahuas della Valle del Messico si spostarono nella regione insieme agli Spagnoli mentre l'area era colonizzata. Negli ultimi decenni del sedicesimo secolo arrivarono anche gli Huicholes.
Data la crescente ricchezza della regione con la scoperta dell'argento a nord, specialmente nella Nueva Vizcaya, Guadalajara divenne la sede della seconda Audiencia continentale della Nuova Spagna nel 1548. L'Audiencia di Guadalajara aveva la supervisione di tutte el province continentali settentrionali del Vicereame. L'Audiencia all'inizio era subordinata all'Audiencia Reale del Messico, ma fu resa indipendente nel 1572, con un governatore o presidente. Questo consentì alla Nuova Galizia di essere governata in gran parte separatamente dal resto del Vicereame.
Ci sono numerose cronache pubblicate sulla Nuova Galizia coloniale. Un resoconto del 1621 di Domingo Lázaro de Arregui, Descripción de la Nueva Galicia, dà notevoli informazioni sui popoli indigeni dell'area.
Alla fine del XVIII secolo, come parte delle riforme borboniche, fu istituita un'Intendenza a Guadalajara. Nel 1824, dopo che l'indipendenza messicana si fu consolidata, ol regno fu trasformato nello Stato di Jalisco e nel Territorio di Colima.

### Prima organizzazione territoriale
- Provincia della Nuova Galizia; Nayarit e Jalisco.
- Provincia de los Zacatecas; Aguascalientes e Zacatecas.
- Provincia di Culiacán; Sinaloa.

### Seconda organizzazione territoriale
- Intendenza di Guadalajara; Nayarit, Jalisco e Colima.
- Intendenza di Zacatecas; Aguascalientes e Zacatecas.

## Capitali

### Prima capitale del Regno della Nuova Galizia
Una volta ricevuta la Real Cédula Nuño di Guzmán provvide a rinominare la "Città dello Spirito Santo della Grande Spagna", fondata a Tepic, adesso con il nome di Santiago di Compostela. Ugualmente, i territori conquistati da Nuño di Guzmán passarono a chiamarsi Regno della Nuova Galizia.

### Seconda capitale del Regno della Nuova Galizia
Ribellioni degli indigeni costrinsero i conquistadores a pensare di collocare la capitale del Regno della Nuova Galizia in un altro luogo che è l'odierna Compostela, Nayarit. Allo stesso tempo, ci conta lo storico Padre Tello:

### La spedizione in cerca delle sette città d'oro
Fu in quell'epoca che partì da Santiago di Compostela, Tepic, la spedizione comandata da Francisco Vázquez di Coronado (a quel tempo governatore dell'Udienza della Nuova Galizia in sostituzione del primo governatore della provincia Nuño di Guzmán) in cerca delle sette città di Cíbola e Quivira, una vecchia leggenda europea, metà racconto di cavalleria che parlava delle  Sette Città di Cíbola e Quivira ubicate in qualche luogo sconosciuto.

### Terza e ultima capitale della Nuova Galizia
Il giorno 13 febbraio 1548, l'imperatore Carlo V, stabilì a Compostela un'Udienza di Quattro Uditori, iniziandone le funzioni il 21 di gennaio 1549. Nel luglio del 1549, Compostela fu sede del primo Arcivescovado della Nuova Galizia; con bolla papale il suo Vescovo ricevette il titolo di Compostelano. Il giorno 10 maggio 1560, l'Udienza e l'Arcivescovado vennero trasferiti da Compostela a Guadalajara, che divenne la terza e ultima capitale della provincia del Regno della Nuova Galizia.